# Маринко Алексич
Маринко Алексич, известен като Миша (на сръбски: Маринко Алексић Миша, Marinko Aleksić Miša), е сръбски революционер, войвода на чета на Сръбската пропаганда в Македония от началото на XX век.

## Биография
Миша Алексич е роден през 1876 година в Куршумлия, Сърбия и завършва подофицерска военна школа там. Между 1905 и 1908 година действа в Северна Македония в Пореч и Бабуна заедно с Йован Бабунски, Глигор Соколов и други, а след това заедно с войводата Воислав Танкосич организира чета за действие в Босна. Участва в Балканските и Първата световна война (1912 – 1918), като достига чин подполковник. Умира във Велики Бечкерек през 1923 година.